# 茂木隼人
茂木 隼人（もてぎ はやと、1984年5月22日 - ）は、日本のラグビー選手。

## プロフィール
- 埼玉県熊谷市出身。
- ポジションはスクラムハーフ(SH)。
- 身長 171cm、体重 77kg
- ニックネームはハヤトゥ。
- 関東代表に選ばれたことがある[1]。

## 略歴
ラグビーを始めた動機は友人の誘いから。
2003年、熊谷工業高校卒業後、早稲田大学に入る。なお早稲田大学時代の同級生に今村雄太、菅野朋幸、曽我部佳憲、首藤甲子郎、種本直人、矢富勇毅らがいる。
2007年、早稲田大学卒業後、クボタスピアーズに加入。同年10月27日に行われたジャパンラグビートップリーグ第1節の三洋電機ワイルドナイツ戦にて先発出場で公式戦初出場を果たす。
2019年、クボタスピアーズを退団した。